# Планета Вода
«Планета Вода» (рос. Планета Вода) — збірка з трьох повістей російського письменника Бориса Акуніна із серії «Новий детектив». Книга має підзаголовок «Пригоди Ераста Фандоріна в XX столітті. Частина перша».

## Зміст
- «Планета Вода», 1903 рік (технократичний детектив).

Ераст Петрович перериває підводну експедицію з пошуку затонулого галеона із золотим вантажем, щоб взяти учать у пошуках маніяка, що переховується на одному з островів Атлантичного океану. За словами автора, ця повість — «майже фантастика, майже Герберт Уеллс, хоча скоріше все ж таки Жюль Верн».
- «Парус самотній», 1906 рік (ностальгічний детектив).

Розслідуючи жорстоке вбивство жінки, яку він колись любив, Фандорін потрапляє до Заволзької губернії, знайомої читачам за пригодами Пелагії.
- «Куди ж нам плисти?», 1912 рік (ідіотичний детектив).

Ераст Петрович розслідує зухвале пограбування потяга, сліди якого, можливо, тягнуться до революціонерів.

## Цікаві факти
- Вірний друг Фандоріна Маса не бере участі в більшій частині пригод другої й третьої повістей. У своєму блозі Борис Акунін назвав збірку «Планета Вода» книгою про самотність[2].
- У романі «Позакласне читання» (2003) онук Ераста Фандоріна, створюючи комп'ютерну гру про свого діда, розглядає як можливий сюжет пригоди Ераста Петровича в підводному місті. Із першої повісті збірки «Планета Вода» стає відомо, що такі пригоди дійсно були.
- Дія всіх повістей збірки розгортається до подій, описаних у «Чорному місті». Таким чином, із «Планети Вода» не можна дізнатися про долю Фандоріна після фіналу «Чорного міста».